# Edinburgh City Football Club
Maillots
Edinburgh City Football Club, est un club semi-professionnel de football écossais basé à Édimbourg créé en 1928, membre de la Scottish Football League à partir de 1931 jusqu'en 1949 et depuis 2016. Il a disparu en 1955 avant d'être recréé sous ce nom en 1986.

## Histoire
Le club a été fondé en 1928, dans le but de devenir l'équivalent à Édimbourg des Queen's Park de Glasgow, c'est-à-dire un club de haut niveau respectant l'amateurisme. Ils adhérèrent à la Scottish Football League en 1931, en remplacement de Clydebank. Ils battirent Nithsdale Wanderers lors du vote d'accession à la ligue, par 25 voix contre 7.
Leur passage dans la ligue ne fut pas une grande réussite, ne remportant en moyenne qu'un match sur six. Ils terminèrent d'ailleurs derniers de la ligue à 6 occasions pendant les 8 saisons entre 1931 et 1939 et l'interruption du championnat. Ils connurent toutefois l'honneur d'éliminer un club phare en Coupe d'Écosse, lorsqu'ils battirent Hibernian 3-2 à Easter Road lors du 1er tour de l'édition 1937-38.
Durant la Seconde Guerre mondiale, le club joua dans la Lothian Amateur League avant d'être réintégré à la Scottish Football League en Division 3 en 1946. Après trois années dans la ligue, où leurs résultats ne s'améliorèrent pas forcément, ils quittèrent la Scottish Football League en 1949 et intégrèrent l'Edinburgh & District League. Ils arrêtèrent totalement leur activité en 1955 quand ils ne furent plus autorisés à utiliser leur stade d'alors, le City Park.
En 1986, l'association qui gérait le club, l'Edinburgh City Football Club Ltd (Social Club), et qui existait toujours, reçu une demande de la part d'un club local, le Postal United (fondé lui en 1966) pour reprendre le nom d'Edinburgh City, demande qu'ils acceptèrent. Ils adhérèrent alors à la Fédération écossaise de football. Ils eurent de nouveau la possibilité de briller en Coupe d'Écosse, comme quand ils éliminèrent East Stirlingshire (club membre de la Scottish Football League) lors de l'édition 1997-98.
Ils se portèrent candidats à l'accession à la Scottish Football League en 2002, à la suite de la disparition d'Airdrieonians, mais Gretna fut choisi à leur place. En 2008, à la suite de la liquidation justement de Gretna, ils candidatèrent de nouveau mais Annan Athletic fut choisi à leur place.
Pendant ce temps, ils jouaient dans l'East of Scotland Football League dont ils furent champions en 2005-06. En 2013, ils sont devenus membres de la toute nouvelle Lowland Football League, ce qu'ils ont gagné en 2014-15 et 2015-16. En 2016 ils ont accédé à la Scottish League Two en place de East Stirlingshire; c'est le premier nouveau club dans la ligue nationale écossaise depuis huit saisons.
A l'issue de la saison 2021-22, le club est promu à Scottish League One.
A l'issue de la saison 2023-24, le club est relégué à Scottish League Two.

## Stade

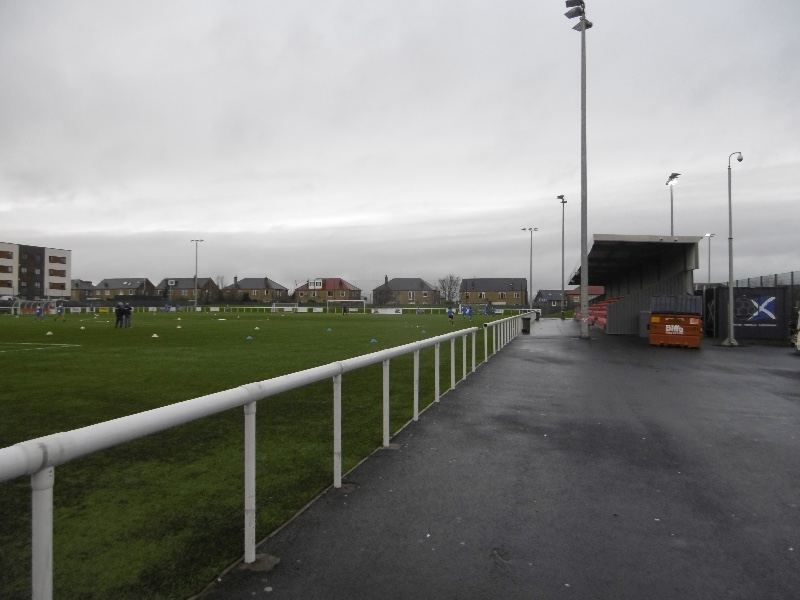
Ainslie Park, stade temporaire du FC Édimbourg

Lors de leur appartenance à la Scottish Football League, ils jouaient leurs matches à domicile à Powderhall Stadium (en) ainsi qu'au City Park.
Depuis leur recréation, ils ont joué à Saughton Enclosure, ensuite à Paties Road, au City Park de nouveau et enfin à Fernieside. Ils emménagèrent au Stade Meadowbank à partir de 1996. Depuis 2017, et pour trois saisons, le club joue ses matches à domicile à Ainslie Park, pendant la rénovation du Stade Meadowbank.

## Palmarès
- Vainqueur de la Scottish Qualifying Cup en 1946
- Vainqueur de la Lowland Football League en 2015 et 2016